# Eljas (kommunhuvudort)
Eljas (galiciska: As Ellas) är en kommunhuvudort i Spanien.   Den ligger i provinsen Provincia de Cáceres och regionen Extremadura, i den västra delen av landet, 270 km väster om huvudstaden Madrid. Eljas ligger 606 meter över havet och antalet invånare är 1 125.
Terrängen runt Eljas är huvudsakligen kuperad, men åt sydväst är den platt. Runt Eljas är det ganska glesbefolkat, med 35 invånare per kvadratkilometer. Närmaste större samhälle är Valverde del Fresno, 2,8 km väster om Eljas. 